# Ischnoptera colombiae
Ischnoptera colombiae är en kackerlacksart som beskrevs av Morgan Hebard 1919. Ischnoptera colombiae ingår i släktet Ischnoptera och familjen småkackerlackor.
Artens utbredningsområde är Colombia. Inga underarter finns listade i Catalogue of Life.